# NGC 1520
NGC 1520 je otvoreni skup u zviježđu Stolu. 

## Vanjske poveznice
- SEDS: NGC 1520